# Mary E. Bibb
Pour les articles homonymes, voir Bibb.
 (septembre 2022).
La mise en forme du texte ne suit pas les recommandations de Wikipédia : il faut le « wikifier ».
Les points d'amélioration suivants sont les cas les plus fréquents. Le détail des points à revoir est peut-être précisé sur la page de discussion.
- Les titres sont pré-formatés par le logiciel. Ils ne sont ni en capitales, ni en gras.
- Le texte ne doit pas être écrit en capitales (les noms de famille non plus), ni en gras, ni en italique, ni en « petit »…
- Le gras n'est utilisé que pour surligner le titre de l'article dans l'introduction, une seule fois.
- L'italique est rarement utilisé : mots en langue étrangère, titres d'œuvres, noms de bateaux, etc.
- Les citations ne sont pas en italique mais en corps de texte normal. Elles sont entourées par des guillemets français : « et ».
- Les listes à puces sont à éviter, des paragraphes rédigés étant largement préférés. Les tableaux sont à réserver à la présentation de données structurées (résultats, etc.).
- Les appels de note de bas de page (petits chiffres en exposant, introduits par l'outil «  Source ») sont à placer entre la fin de phrase et le point final[comme ça].
- Les liens internes (vers d'autres articles de Wikipédia) sont à choisir avec parcimonie. Créez des liens vers des articles approfondissant le sujet. Les termes génériques sans rapport avec le sujet sont à éviter, ainsi que les répétitions de liens vers un même terme.
- Les liens externes sont à placer uniquement dans une section « Liens externes », à la fin de l'article. Ces liens sont à choisir avec parcimonie suivant les règles définies. Si un lien sert de source à l'article, son insertion dans le texte est à faire par les notes de bas de page.
- La présentation des références doit suivre les conventions bibliographiques. Il est recommandé d'utiliser les modèles {{Ouvrage}}, {{Chapitre}}, {{Article}}, {{Lien web}} et/ou {{Bibliographie}}. Le mode d'édition visuel peut mettre en forme automatiquement les références.
- Insérer une infobox (cadre d'informations à droite) n'est pas obligatoire pour parachever la mise en page.

Pour une aide détaillée, merci de consulter Aide:Wikification.
Si vous pensez que ces points ont été résolus, vous pouvez retirer ce bandeau et améliorer la mise en forme d'un autre article.
Mary Elizabeth (née Miles) Bibb (1820–1877 ou au début des années 1880) était une éducatrice d'origine américaine et une dirigeante abolitionniste. Elle est considérée par certains comme la première femme journaliste noire au Canada,. Elle a été enseignante et abolitionniste aux États-Unis, avant de déménager avec son mari Henry Bibb au Canada après l'adoption du Fugitive Slave Act de 1850 qui a permis aux esclavagistes de capturer très facilement des Noirs fugitifs et libres. Elle a créé des écoles pour les Canadiens noirs, publié le journal Voice of the Fugitive et aidé les Afro-Américains à s'installer au Canada.

## Biographie

### Jeunesse
Fille de parents noirs quakers libres, Mary Elizabeth Miles est née dans le Rhode Island vers 1820,. Elle a étudié à la Massachusetts State Normal School à Lexington (aujourd'hui université d'État de Framingham), obtenant son diplôme en 1843 . Le directeur de cette école était Samuel Joseph May, qui soutenait les droits des femmes et l'éducation des Noirs. Il l'a encouragée à rejoindre le mouvement anti-esclavagiste.

### Carrière et vie personnelle
Bibb a été l'une des premières enseignantes noires en Amérique du Nord et a d'abord enseigné dans des écoles à Boston et à Philadelphie . L'éducation était essentielle pour que les Afro-Américains s'élèvent au-dessus du travail subalterne et des services domestiques mal rémunérés - comme les cireurs de chaussures, les laveuses et les serveurs de table - qui les maintenaient dans la classe inférieure.  L'évangéliste féminine Maria W. Stewart croyait que l'éducation était importante pour briser les perceptions préjudiciables des Blancs sur les Noirs.  Bibb a rencontré de nombreux esclaves en fuite qui ont raconté leurs histoires sur la vie dans le sud.
À Cincinnati, elle a enseigné à Gilmore High School . Au-delà de la lecture et de l'écriture, le programme de Gilmore comprenait le latin, le grec, l'art et la musique. Il a préparé les étudiants, quelle que soit leur race, aux études collégiales.  Elle s'est impliquée dans des activités anti-esclavagistes et, en 1847, a rencontré Henry Bibb, un esclave en fuite et un abolitionniste.
Dans son récit, il a décrit sa première impression de Mary E. Miles,

« I had the good fortune to be introduced to the favor of a Miss Mary E. Miles, of Boston;  a lady whom I had frequently heard very highly spoken of, for her activity and devotion to the anti-slavery cause, as well as her talents and learning, and benevolence in the cause of reforms, generally. I was very much impressed with the personal appearance of Miss Miles, and was deeply interested in our first interview, because I found that her principles and my own were nearly one and the same. I soon found by a few visits, as well as by letters, that she possessed moral principle, and frankness of disposition, which is often sought for but seldom found. »

— Henry Bibb, Narrative of the Life and Adventures of Henry Bibb, An American Slave

« J'ai eu la chance d'être présenté à la faveur de Miss Mary E. Miles, de Boston ; une dame dont j'avais souvent entendu parler en termes très élogieux, pour son activité et son dévouement à la cause anti-esclavagiste, ainsi que ses talents et son savoir, et sa bienveillance dans la cause des réformes, en général. J'ai été très impressionné par la personnalité de Miss Miles et j'ai été profondément intéressé par notre première entrevue, car j'ai trouvé que ses principes et les miens étaient presque identiques. Je trouvai bientôt, par quelques visites, ainsi que par des lettres, qu'elle possédait des principes moraux et une franchise de caractère souvent recherchée, mais rarement trouvée. »

— Henry Bibb, Récit de la vie et des aventures d'Henry Bibb, un esclave américain
Elle est devenue la deuxième épouse de Bibb en juin 1848,. Le Fugitive Slave Act a été adopté en 1850, ce qui a permis aux propriétaires d'esclaves de capturer d'anciens esclaves noirs et d'asservir des personnes légalement libres. Avec la publication de son récit et la position de haut niveau en tant que conférencier anti-esclavagiste, Henry Bibb était une cible facile à capturer.  Comme beaucoup d'autres Afro-Américains, les Bibb ont déménagé au Canada -Ouest. Ils s'installent d'abord à Sandwich (plus tard nommé Windsor ). Le couple emmenait fréquemment chez lui des fugitifs arrivés à Windsor par le chemin de fer clandestin . Environ 20 000 Noirs se sont installés au Canada entre 1850 et 1860, des centaines d'entre eux passant quotidiennement par Sandwich , ayant besoin de nourriture, de vêtements et d'un abri.  Les Bibbs ont demandé une aide financière à l'abolitionniste et philanthrope Gerrit Smith et à l'American Missionary Association pour établir une école et un journal pour communiquer les conditions des Africains et leur fuite de l'esclavage. 
En 1851, ils ont commencé à publier un journal appelé Voice of the Fugitive, le premier grand journal destiné aux Noirs canadiens. Ce journal a été écrit et publié en grande partie par Bibb pendant que son mari Henry était en tournée de conférences. Elle a écrit des articles et partagé des entrevues avec des fugitifs nouvellement arrivés au Canada. Elle était connue pour avoir donné au journal un style éditorial raffiné . La Voix du Fugitif est le premier article anti-esclavagiste publié au Canada écrit par des Afro-Américains.
Mary et Henry Bibb étaient les dirigeants de la Refugee Home Society, qui a aidé d'anciens esclaves à s'établir au Canada, en leur fournissant des terres et en construisant des écoles et des églises. Mary a enseigné à l'école, éduquant les enfants et les adultes.En 1851, les Bibbs ont organisé une convention nord-américaine à Toronto sur la façon dont les Noirs américains et canadiens libres devraient répondre à la Fugitive Slave Act. Le 9 octobre 1853, le bureau du journal Voice of the Fugitive est mystérieusement incendié. Mary et Henry ont essayé de le faire revivre, mais Henry est décédé subitement à l'été 1854 à l'âge de 39 ans,. À la fin des années 1950, Mary a réussi à ouvrir une école. Mary a ensuite ouvert une deuxième école. Elle a été membre fondatrice de l'Anti Slavery Society of Windsor.
Bibb a épousé Isaac N. Cary le 6 mai 1859 à Wentworth, en Ontario. Il était le beau-frère de Mary Shadd Cary.  Ils ont adopté une fille, Forella Tucker. Bibb a exploité un magasin vendant des accessoires et des vêtements pour femmes à Windsor de 1865 à 1871,.
Bibb a quitté Windsor pour Brooklyn, New York dans les années 1870.  Après la fin de la guerre civile, Cary est revenu à Washington, où il était un maréchal à la Cour de Police et était un conseil d'administration d'écoles. En 1875, Bibb fit rénover un bâtiment pour un magasin à Washington En 1880, Isaac N. Cary et sa femme Mary E. Cary (dont les parents étaient de Rhode Island) vivaient à Washington, avec leur fille adoptive Florilla Tucker.
Mary Bibb Cary est décédée à Brooklyn, New York en 1877,, ou avant la mort de son mari en 1844. Isaac N. Cary est décédé le 10 octobre 1884, à Washington. Deux fois marié, il était veuf et père de quatre filles, dont deux vivaient au Canada.

## Héritage
En 2005, Mary et Henry Bibb ont été déclarés personnes d'importance historique nationale par le gouvernement du Canada.
En 2021, Sandwich Town Park est maintenant Mary E. Bibb Park pour célébrer le Mois de l'histoire des Noirs à Windsor, en Ontario.